# 126° westerlengte
126° westerlengte (ten opzichte van de nulmeridiaan) is een meridiaan of lengtegraad, onderdeel van een geografische positieaanduiding in bolcoördinaten. De lijn loopt vanaf de Noordpool naar de Noordelijke IJszee, Noord-Amerika, de Grote Oceaan, de Zuidelijke Oceaan en Antarctica en zo naar de Zuidpool.
De meridiaan op 126° westerlengte vormt een grootcirkel met de meridiaan op 54° oosterlengte. De meridiaanlijn beginnend bij de Noordpool en eindigend bij de Zuidpool gaat door de volgende landen, gebieden of zeeën. 
| Land, gebied of zee | Nauwkeurigere gegevens                                                        |
| ------------------- | ----------------------------------------------------------------------------- |
| Noordelijke IJszee  |                                                                               |
| Beaufortzee         |                                                                               |
| Canada              | Northwest Territories - Bankseiland                                           |
| Golf van Amundsen   |                                                                               |
| Canada              | Northwest Territories, Yukon, British Columbia (vasteland en Vancouvereiland) |
| Grote Oceaan        |                                                                               |
| Zuidelijke Oceaan   |                                                                               |
| Antarctica          | Niet-toegeëigend gebied in Antarctica                                         |